# Phù thủy phố Portobello
Phù thủy phố Portobello (tiếng Bồ Đào Nha: A Bruxa de Portobello) là tiểu thuyết hư cấu của nhà văn Brazil Paulo Coelho - xuất bản lần đầu năm 2006. Tác phẩm kể về một phụ nữ sinh ra ở Transylvania, trong một bộ lạc gypsy. Cha mẹ cô có con mà không trải qua hôn nhân. Cô bị mẹ ruột bỏ rơi vì cha cô là người nước ngoài (gadje), và sau đó được một cặp vợ chồng giàu có người Lebanon nhận nuôi.

## Chủ đề
Trong tác phẩm, Coelho bàn về sự trở lại với tôn giáo nữ thần, diễn giải tình yêu và Tính Nữ Thiêng Liêng - với chủ đề chính là tìm kiếm con người thật của chính mình và khám phá nguồn năng lượng của thế giới. Vấn đề trọng tâm của câu chuyện là "Làm thế nào để chúng ta có can đảm sống thật với chính mình - ngay cả khi ta không chắc mình là ai?"
Tác phẩm cũng giải thích một số triết lý, có mức độ tương đồng nhất định với những lời dạy của Coelho từ các tiểu thuyết trước đó, cũng như bao hàm một trích dẫn về bản chất "phù du" của dục vọng, xuất hiện trong hầu hết các tác phẩm của Coelho.
Qua cuốn tiểu thuyết này, tác giả làm sáng tỏ ý kiến cho rằng Giáo hội đã đi chệch hướng bởi các quy tắc nghiêm ngặt của mình - đến mức không còn phục vụ Chúa Giêsu, hay như chính ông đã nói trong một cuộc phỏng vấn: "Đã rất lâu rồi, họ không cho phép tôi gia nhập [Giáo hội]".

## Nội dung
Nội dung tác phẩm khởi đầu bằng cái chết của Athena. Nguyên nhân dẫn tới biến cố này trở thành chủ đề của sách.
Sherine Khalil tự đổi tên mình thành Athena, sau khi chú của cô thảo luận với mẹ về việc cái tên thật sẽ làm lộ nguồn gốc của cô như thế nào - trong khi một cái tên như Athena sẽ không tiết lộ bất kỳ điều gì. Khi còn nhỏ, cô thể hiện ơn gọi tôn giáo mạnh mẽ và có trải nghiệm được diện kiến thiên thần và các thánh - điều khiến cha mẹ cô vừa ấn tượng, vừa lo lắng.
Cô vào Đại học London theo học ngành Kỹ thuật năm 19 tuổi, nhưng đó không phải là điều mà trái tim cô mong muốn. Một ngày nọ, cô quyết định sẽ bỏ học đại học, kết hôn và sinh con. Ở đây, tác giả lưu ý quyết định này có thể là do bản thân cô đã bị bỏ rơi và muốn dành toàn bộ tình yêu cho đứa con - thứ tình yêu mà cô đã không nhận được từ mẹ ruột của mình.
Hai năm sau, cuộc hôn nhân của cô tan vỡ vì quá nhiều vấn đề: do tuổi còn trẻ, thiếu tiền và - chủ yếu là vì người chồng cảm thấy cô chỉ yêu đứa trẻ và lợi dụng anh ta để có được những gì cô muốn. Một câu trích dẫn rất thú vị mà cô sử dụng là "Từ thời Hy Lạp cổ đại trở đi, những người trở về sau trận chiến đều chết trên chiến trường hoặc trở nên mạnh mẽ hơn. Tôi đã sống trên chiến trường từ khi sinh ra, nhưng tôi vẫn còn sống và tôi không cần ai bảo vệ."
Cô lớn lên với khao khát tìm kiếm lời giải cho nhiều vấn đề trong nội tâm. Cô có một cuộc sống mà nhiều người cảm thấy mãn nguyện - một đứa con riêng, tiền bạc, bạn bè, v.v... Thế nhưng, tâm trí của cô vẫn không được bình yên; cô nỗ lực tìm kiếm lời giải cho câu hỏi "Tôi là ai?". Trong quá trình này, cô dần thay đổi và trở thành một nhà lãnh đạo tinh thần gây tranh cãi ở London.